# 许银川
许银川（1975年8月5日—），广东惠来人，毕业于中山大学，中国象棋特级大师，与吕钦并称“岭南双雄”，其象棋等级分曾位居全国第一，后在2014年被王天一超越。

## 生平
许银川5岁学棋，11岁（1986年）获广东省运会象棋赛少年冠军，之后其被调入广东省中国象棋队。1988年获全国少年冠军。1993年获中国全国个人赛冠军，晋升特级大师，成为除胡荣华之外最年轻的中国象棋全国冠军。
在其后两年内，许几乎包揽了中国国内全部中国象棋大赛的个人冠军。1995年，许因用功过度而重病，一度离开了赛场，后于1999年复出。
许银川是继赵国荣、吕钦之后第3位集世界、亚洲、全国冠军于一身的“全冠王”。许银川曾有“少年姜太公”、“許仙”等称谓。
在18歲時成為中國象棋史上的第9位全國冠軍，棋壇生涯於1993年、1996年、1998年、2001年、2006年、2009年奪冠，總共獲得了6次全國冠軍。擅長殘棋。
曾奪得首屆“碧桂園盃”全國象棋冠軍邀請賽冠軍，在2021年碧桂園杯後，個人積分排名並列第4。
2022年起，正式退出全國象棋男子甲級聯賽的賽事。

## 个人荣誉
1. 1993年全国象棋个人赛冠军
2. 1996年全国象棋个人赛冠军
3. 1998年全国象棋个人赛冠军
4. 2001年全国象棋个人赛冠军
5. 2006年全国象棋个人赛冠军
6. 2009年全国象棋个人赛冠军
7. 1999年第六届世界象棋锦标赛冠军
8. 2003年第八届世界象棋锦标赛冠军
9. 2007年第十届世界象棋锦标赛冠军

2007年12月，许银川当选第六届“广东省十大杰出青年”，2009年当选广东省政协委员。